# 今村与志雄
今村 与志雄（いまむら よしお、1925年1月15日 - 2007年1月22日）は、日本の中国文学者。

## 経歴
1925年、東京生まれ。1943年、東京府立第六中学校（現・都立新宿高等学校）を卒業し、東京大学文学部中国文学科で学んだ。
旧・東京都立大学助教授を務めたが、学園紛争に際し辞職。学界では、中国社会文化学会会員であった。

## 研究内容・業績
古典から近現代まで中国文学全般に通じ、魯迅研究を専門にした。古典作品（伝奇小説）も訳している。

## 著作

### 著書
- 『魯迅と伝統』 勁草書房, 1967
- 『理智と情感 中国近代知識人の軌跡』 筑摩書房, 1976
- 『歴史と文学の諸相 朝鮮・ヴェトナム・中国』 勁草書房, 1976
- 『魯迅と一九三〇年代』  研文出版, 1982
- 『猫談義』 東方書店, 1986[1]
- 『魯迅ノート』 筑摩書房, 1987
- 『魯迅の生涯と時代』 第三文明社〈レグルス文庫〉, 1990

### 編・共著
- 編『橋川時雄の詩文と追憶』汲古書院, 2006

### 訳書
- 『魯迅の故家』周遐寿、松枝茂夫共訳、筑摩書房, 1955
- 『太平天国』オーガスタス・リンドレー、増井経夫共訳、平凡社東洋文庫（全4巻）, 1964-65、ワイド版2007
- 『熱河日記 朝鮮知識人の中国紀行』朴趾源、平凡社東洋文庫（全2巻）, 1978
- 『酉陽雑俎』段成式、平凡社東洋文庫 (全5巻）, 1980-81、ワイド版2008
- 『唐宋伝奇集』岩波文庫（上下）, 1988、ワイド版2014
- 『遊仙窟』張文成、岩波文庫, 1990
- 『中国小説史略』魯迅、ちくま学芸文庫（上下）, 1997
  - 元版「魯迅全集 11 中国小説史略、漢文学史綱要」 学研, 1986